# Sơn La (stad)
Sơn La är en stad i nordvästra Vietnam och är huvudstad i provinsen Sơn La. Folkmängden i centralorten uppgick till cirka 70 000 invånare vid folkräkningen 2019. 